# الإمبراطور وانلي
الإمبراطور وانلي (Wanli Emperor) ((بالصينية المبسطة: 万历؛ بالصينية التقليدية: 萬曆)) (وُلد في 4 من سبتمبر 1563م وتوفي في 18 من أغسطس عام 1620م) كان الإمبراطور الرابع عشر لسلالة مينغ، وحكم منذ عام 1572 وحتى عام 1620. خلف والده، الإمبراطور لونغ تشينغ. كانت مدة حكمه 48 عامًا، وهي الأطول بين جميع أباطرة سلالة مينغ.
اعتلى إمبراطور وانلي العرش في سن التاسعة. خلال السنوات العشر الأولى من حكمه، تلقى الإمبراطور الشاب المساعدة والقيادة الفعالة من السكرتير الكبير والمدير الماهر تشانغ جو تشنغ. بدعم من والدة الإمبراطور، السيدة لي، والخصيان الإمبراطوريين بقيادة فنغ باو، شهدت البلاد ازدهارًا اقتصاديًا وعسكريًا، ووصلت إلى مستوى من القوة لم تشهده منذ أوائل القرن الخامس عشر. كان الإمبراطور يكن احترامًا وتقديرًا كبيرين لسكرتيره الكبير. ومع ذلك، مع مرور الوقت، عارضت فصائل مختلفة داخل الحكومة تشانغ علنًا، مما تسبب في أن يصبح منصبه المؤثر في الحكومة وفي البلاط عبئًا على الملك. في عام 1582، توفي تشانغ وفي غضون أشهر، طرد الإمبراطور فنغ باو. ثم اكتسب تقديرًا وأجرى تغييرات كبيرة على الترتيبات الإدارية لتشانغ.
تميزت حقبة وانلي بازدهار كبير في الصناعة، لا سيما في إنتاج الحرير والقطن والخزف. شهدت الزراعة نموًا ملحوظًا، وشهدت التجارة بين المناطق والتجارة الخارجية زيادة ملحوظة. كان لهذا التطور الأثر الأكبر في جيانغنان، حيث ازدهرت مدن مثل سوتشو وسونغجيانغ وجياشينغ ونانجينغ. ومع ذلك، ورغم النمو الاقتصادي العام للإمبراطورية، ظلت مالية الدولة في حالة سيئة. بينما تمتع التجار الأثرياء والنبلاء بحياة رغيدة، ظل غالبية الفلاحين وعمال المياومة يعيشون في فقر.
شهد العقد الأخير من القرن السادس عشر ثلاث حملات كبرى. قمعت قوة من سلالة مينغ قوامها 40 ألف جندي تمردًا كبيرًا في نينغشيا بحلول أكتوبر 1592، مما سمح لهم بتحويل تركيزهم إلى كوريا. في الوقت نفسه، غزا تويوتومي هيده-يوشي كوريا بقوة 200 ألف جندي، مما أدى إلى تشكيل قوة كورية صينية مشتركة، ضمت 40 ألف جندي من سلالة مينغ، دافعةً اليابانيين خارج معظم أنحاء كوريا وأجبرتهم على التراجع إلى الساحل الجنوبي الشرقي بحلول عام 1593. في عام 1597، أُحبط غزو ياباني ثانٍ، وانتهى قمع تمرد يانغ ينغلونغ في جنوب غرب الصين في غضون بضعة أشهر من عام 1599، وذلك بفضل تمركز قوات مينغ هناك في خضم الحرب الدائرة مع اليابان.
بمرور الوقت، ازدادت خيبة أمل الإمبراطور بسبب الهجمات الأخلاقية المستمرة والهجمات المضادة من المسؤولين، مما تسبب في عزلته بشكل متزايد. في ثمانينيات وتسعينيات القرن السادس عشر، حاول ترقية ابنه الثالث، تشو تشانغ شون (ابن محظيته المفضلة، السيدة تشنغ)، وليًا للعهد، لكنه واجه معارضة شديدة من المسؤولين. أدى ذلك إلى صراعات مستمرة بين الإمبراطور ووزرائه لأكثر من خمسة عشر عامًا. في النهاية، استسلم الإمبراطور وعين ابنه الأكبر، تشو تشانغ لو (لاحقًا إمبراطور تايتشانغ)، وليًا للعهد في أكتوبر 1601. في عام 1596، حاول إمبراطور وانلي إنشاء إدارة موازية تتكون من الخصيان، منفصلة عن المسؤولين الذين حكموا الإمبراطورية تقليديًا. ومع ذلك، تخلى عن هذا الجهد في عام 1606. نتيجة لذلك، ظلت إدارة البلاد في أيدي المثقفين الكونفوشيوسيين، الذين كانوا متورطين في كثير من الأحيان في نزاعات مع بعضهم البعض. واصلت حركة دونغلين المعارضة انتقاد الإمبراطور وأتباعه، في حين انقسم المسؤولون المؤيدون للحكومة على أساس أصولهم الإقليمية.
في السنوات الأخيرة من حكم إمبراطور وانلي، ازداد نفوذ الجورشن على الحدود الشمالية الشرقية، وشكّلوا تهديدًا كبيرًا. في عام 1619، هزموا جيوش مينغ في معركة سارهو، واستولوا على جزء من لياودونغ.

## الطفولة وارتقاء العرش
ولد تشو ييجون، إمبراطور وانلي المستقبلي، في 4 سبتمبر 1563 لأبيه تشو زايجي، وريث عرش سلالة مينغ، وإحدى محظياته، السيدة لي. كان له شقيقان أكبر منه سنًا، توفيا في طفولتهما قبل عام 1563، وشقيق أصغر، تشو ييليو (1568-1614)، الذي عُيّن أميرًا على لو عام 1571.
أصبح تشو زايجي إمبراطورًا لسلالة مينغ عام 1567، وحكم باسم إمبراطور لونغتشينغ، لكنه توفي بعد خمس سنوات في 5 يوليو 1572. ثم اعتلى تشو ييجون العرش بعد أسبوعين في 19 يوليو 1572. واتخذ اسم العصر وانلي، الذي يعني عشرة آلاف تقويم. قبل وفاته، كلّف إمبراطور لونغتشينغ الوزير تشانغ جوتشنغ بتولي شؤون الدولة، وأن يصبح مستشارًا مخلصًا للإمبراطور الشاب.
عُرف إمبراطور وانلي بنشاطه وحيويته في شبابه. وُصف بأنه سريع التعلم، ذكي، وواسع الاطلاع، ودائم الاطلاع على مجريات الأمور في الإمبراطورية. عيّن تشانغ جو تشنغ ثمانية معلمين لتعليم إمبراطور وانلي الكونفوشيوسية والتاريخ والخط. ركزت دروس التاريخ على تعليمه أمثلة جيدة وسيئة في الحكم، وجمع تشانغ جو تشنغ بنفسه مجموعة من القصص التاريخية ليتعلم منها الإمبراطور. إلا أن شغف إمبراطور وانلي بالخط أثار قلق تشانغ، الذي خشي أن تُشتت هذه الهواية الفارغة انتباهه عن واجباته كرجل دولة. نتيجةً لذلك، أوقف تشانغ تدريجيًا دروس الخط التي كان يُقدمها إمبراطور وانلي. بين عامي 1583 و1588، زار إمبراطور وانلي العديد من الأضرحة قرب بكين، واهتم بتدريب حرس القصر. ومع ذلك، كانت والدته، تشانغ جو تشنغ، وكبار المسؤولين في بكين قلقين من أن يصبح حاكمًا مشابهًا للإمبراطور تشنغده (حكم 1505-1521)، وثنوه عن السفر خارج المدينة المحرمة ومتابعة اهتماماته في الجيش وركوب الخيل والرماية. تحت ضغطهم، توقف إمبراطور وانلي عن مغادرة بكين بعد عام 1588 وتوقف عن المشاركة في التضحيات العامة بعد عام 1591. ألغى اجتماع البلاط الصباحي الذي كان يُعقد قبل الفجر والدراسة المسائية للكونفوشيوسية (بعد غروب الشمس). في شبابه، كان إمبراطور وانلي مطيعًا لوالدته وأظهر احترامًا للخصيان والأمناء الكبار. ومع ذلك، مع تقدمه في السن، أصبح ساخرًا ومتشككًا تجاه الطقوس والبيروقراطيين. ربطته معارضته للواجبات الملكية الطقسية بجده الإمبراطور جياجينغ (حكم 1521-1567)، لكنه كان يفتقر إلى حسم الإمبراطور جياجينغ وبريقه. بدلًا من شغف الإمبراطور جياجينغ بالطاوية، اتجه الإمبراطور وانلي نحو البوذية.
في الفترة الأولى من حكمه، أظهر التزامًا قويًا برفاهية شعبه، وحارب الفساد بنشاط وسعى جاهدًا لتحسين الدفاع عن الحدود. كان لوالدته، وهي بوذية متدينة، تأثير كبير عليه، إذ نادرًا ما فرض عقوبة الإعدام. ومع ذلك، ادعى أحد المسؤولين المعاقبين أن تساهله كان مفرطًا في بعض الأحيان. على الرغم من ميله للرحمة، لم يكن الإمبراطور يتردد في استخدام العنف ضد المسؤولين المخطئين، لكنه لم يجعل ذلك نهجًا دائمًا. كان معروفًا بشخصية تجمع بين الضعف والانتقام، وأيضًا الكرم. ومع ذلك، منذ منتصف ثمانينيات القرن السادس عشر، بدأ وزنه في الازدياد وتدهورت صحته. في عام 1589، أعلن انه يعاني من دوار مزمن، مصحوب بالحمى وضربة الشمس والأكزيما والإسهال والضعف العام كأسباب لغيابه عن الجماهير. يعتقد أن مشاكله الصحية كانت مرتبطة باستخدامه المنتظم للأفيون.
رباه تشانغ جوتشنغ ووالدته على الزهد في ممتلكاته المادية والتمسك بالسلوك المثالي، وهو ما اعتبره إهانةً لم ينسَها قط. ومع ذلك، عندما علم أن تشانغ جوتشنغ نفسه يعيش في رفاهية، أصيب بصدمة. أثّر هذا التناقض في السلوك على نظرته تجاه المسؤولين، فصار أكثر قسوة وسخرية من الخطاب الأخلاقي الذي كان يُفرض عليه. بعد عامين من وفاة تشانغ جوتشنغ، اتُهمت عائلته بصفقات أراضٍ غير قانونية، فعاقبهم إمبراطور وانلي بشدة بمصادرة ممتلكاتهم وإرسال أبناء تشانغ إلى قوات الحدود.